# Christian Oliver (acteur)
Pour les articles homonymes, voir Christian Oliver et Oliver.
Christian Oliver, nom de scène  de Christian Klepser, né le 3 mars 1972 à Celle (RFA) et mort le 4 janvier 2024 près de Petite Niévès (Saint-Vincent-et-les-Grenadines), est un acteur allemand.

## Biographie
Christian Oliver grandit à Francfort-sur-le-Main. Il étudie à Francfort, New York puis Los Angeles. Entre 1994 et 1995, il apparaît dans Sauvés par le gong : La Nouvelle Classe dans le rôle de Brian Keller. Il a joué dans la série V.I.P. aux côtés de Pamela Anderson. Il enchaîne les rôles pour le cinéma et la télévision.
En 2003, il rejoint le casting de la série allemande Alerte Cobra où il incarne Jan Richter, le nouveau partenaire de Sami Gerkhan. Après trois saisons passées auprès d'Erdoğan Atalay, il décide de quitter la série pour retourner aux États-Unis afin d'élaborer de nouveaux projets. En 2006, il joue dans The Good German, de Steven Soderbergh, avec Cate Blanchett. En 2013, il donne la réplique à Tippi Hedren dans le film d'horreur The House of Good and Evil.
Christian Oliver parle couramment l'allemand, l'anglais et le français.
Le 4 janvier 2024, après avoir quitté l'île de Bequia, Christian Oliver, et ses deux filles Madita et Annik, âgées respectivement de 10 et 12 ans, meurent dans un accident d'un avion de tourisme Bellanca Viking (en) en mer près de l'île de Petite Niévès, située à Saint-Vincent-et-les-Grenadines lorsque celui-ci se rendait à Sainte-Lucie. Le pilote, propriétaire de l'avion victime d'une panne de moteur, a également péri dans l'accident,,. L'épave se trouvant à 30 mètres de profondeur a été sécurisée et les corps récupérés par des marins-pêcheurs locaux.

## Filmographie
Liste non exhaustive
- 1997 - Eat Your Heart Out
- 1999 - Götterdämmerung (PRO7)
- 1999 - Romantic Fighter (PRO7)
- 2002 - Schlaf mit meinem Mann (RTL)
- 2004 - Die Geschichte vom Soldaten, Justus Frantz Festival Bernhard Böthel
- 2003-2004 - Alerte Cobra (RTL)
- 2005 - The Comeback (HBO)
- 2005 - The Good German
- 2005 - Subject Two
- 2006 - Die Entführung aus dem Serail, Chicago Opera Theatre Justin Way
- 2006 - Ready or Not
- 2007 - Immer Wirbel um Marie (ARD)
- 2007 - Speed Racer
- 2007 - Walkyrie
- 2007 - George Gently (BBC One)
- 2008 - Acholiland
- 2008 - Ein Haus zum Träumen (ARD)
- 2010 - Les Trois Mousquetaires
- 2010 - Un cas pour deux (ZDF)
- 2010 - Der Bergdoktor (ZDF)
- 2011 - SOKO Stuttgart (ZDF)
- 2012 - Blow Me : Gunnar
- 2015 - Sense8 : Steiner Bogdanow
- 2016 - Timeless : Wernher von Braun
- 2019 - D-Day de Nick Lyon : caporal Jurgen